# East Orosi
East Orosi es un lugar designado por el censo ubicado en el condado de Tulare en el estado estadounidense de California. En el año 2000 tenía una población de 426 habitantes y una densidad poblacional de 710 personas por km².

## Geografía
East Orosi se encuentra ubicado en las coordenadas 36°32′51″N 119°15′40″O / 36.54750, -119.26111. Según la Oficina del Censo, la ciudad tiene un área total de 0,6 km² (0,2 mi²), de la cual 0,6 km² (0,2 mi²) es tierra y 0 km² (0 mi²) 0.00% es agua.

## Demografía
Los ingresos medios por hogar en la localidad eran de $26,071, y los ingresos medios por familia eran $27,738. Los hombres tenían unos ingresos medios de $26,902 frente a los $9,500 para las mujeres. La renta per cápita para la localidad era de $4,984. Alrededor del 51.4% de la población estaban por debajo del umbral de pobreza.